# Scioglyptis chionospila
Scioglyptis chionospila là một loài bướm đêm trong họ Geometridae.